# Troféu HQ Mix de melhor edição especial
Edição especial é uma das categorias do Troféu HQ Mix, premiação brasileira dedicada aos quadrinhos que é realizada pela Associação dos Cartunistas do Brasil (ACB) e pelo Instituto do Memorial das Artes Gráficas do Brasil (IMAG) desde 1989.

## História
A categoria "Edição especial" foi criada na primeira edição do Troféu HQ Mix, em 1989, com o objetivo de premiar obras em quadrinhos publicadas em volume único. Até 2003, eram premiadas tanto obras brasileiras quanto obras de origem estrangeira publicadas por editoras nacionais.
A partir de 2004, a categoria foi subdividida em "Edição especial estrangeira" e "Edição especial nacional". No caso das obras estrangeiras, a eleição é baseada na data de lançamento de suas respectivas edições nacionais. Ambas as categorias são escolhidas por votação entre profissionais da área (roteiristas, desenhistas, jornalistas, editores, pesquisadores etc.) a partir de uma lista de sete indicados elaborada pela comissão organizadora do evento.

## Vencedores e indicados
| Ano  | Obra                                                                                   | País de origem | Autor(es)                          | Editora        | Outros indicados | Notas |
| ---- | -------------------------------------------------------------------------------------- | -------------- | ---------------------------------- | -------------- | ---------------- | ----- |
| 1989 | Anos de ouro do Pato Donald                                                            | Estados Unidos | vários autores                     | Abril Jovem    |                  | [ 1 ] |
| 1990 | Batman - ano um                                                                        | Estados Unidos | Frank Miller e David Mazzucchelli  | Abril Jovem    |                  | [ 1 ] |
| 1991 | Lex Luthor - biografia não-autorizada                                                  | Estados Unidos | James D. Hudnall e Eduardo Barreto | Abril Jovem    |                  | [ 1 ] |
| 1992 | Asilo Arkham - uma séria casa num sério mundo                                          | Estados Unidos | Grant Morrison e Dave McKean       | Abril Jovem    |                  | [ 1 ] |
| 1993 | A arte de Rodolfo Zalla                                                                | Brasil         | Rodolfo Zalla                      | D-Arte         |                  | [ 1 ] |
| 1994 | Fumetti - o melhor dos quadrinhos italianos                                            | Itália         | vários autores                     | Globo          |                  | [ 1 ] |
| 1995 | Pato Donald - 60 Anos                                                                  | Estados Unidos | vários autores                     | Abril Jovem    |                  | [ 1 ] |
| 1996 | Batman - a queda do morcego - a vitória de Bane (Batman nº 1)                          | Estados Unidos |                                    | Abril Jovem    |                  | [ 1 ] |
| 1997 | Almanaque do Faroeste                                                                  | Itália         | Claudio Nizzi e Andrea Venturi     | Globo          |                  | [ 1 ] |
| 1998 | Metal Pesado - tudo em quadrinhos - edição comemorativa - 15 Anos Gibiteca de Curitiba | Brasil         | vários autores                     | Metal Pesado   |                  | [ 1 ] |
| 1999 | Linha de ataque - futebol arte                                                         | Brasil         | vários autores                     | Abril Jovem    |                  | [ 1 ] |
| 2000 | Super-Homem - paz na Terra                                                             | Estados Unidos | Alex Ross e Paul Dini              | Abril Jovem    |                  | [ 4 ] |
| 2001 | Restolhada                                                                             | Brasil         | Marcatti                           | Opera Graphica |                  | [ 5 ] |
| 2002 | Saino a percurá                                                                        | Brasil         | Lélis                              | independente   |                  | [ 6 ] |
| 2003 | Filho do urso e outras histórias                                                       | Brasil         | Flavio Colin                       | Opera Graphica |                  | [ 2 ] |